# Pedro Rodríguez (diseñador)
Pedro Rodríguez Cervera (Valencia, 1895 - Barcelona, 2 de febrero de 1990) fue un diseñador de moda español que creó su propia casa de alta costura en Barcelona en 1919, aunque el éxito le llegó en el año 1929, con la Exposición Internacional de Barcelona, convirtiéndose en unos de los grandes creadores de la moda española del siglo XX.

## Biografía

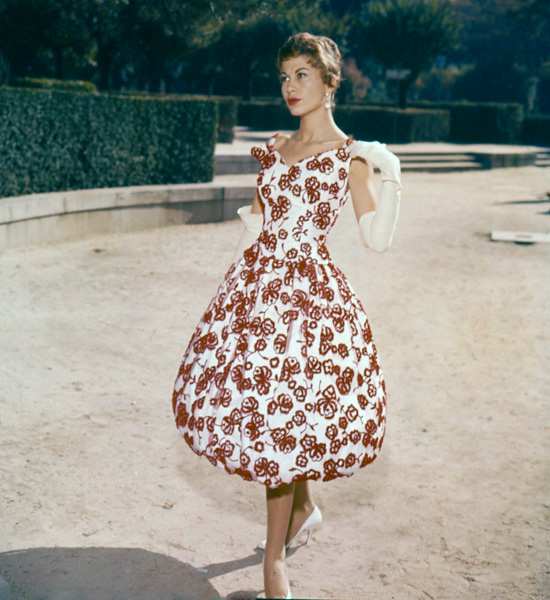
Vestido de Pedro Rodríguez, ca. 1954

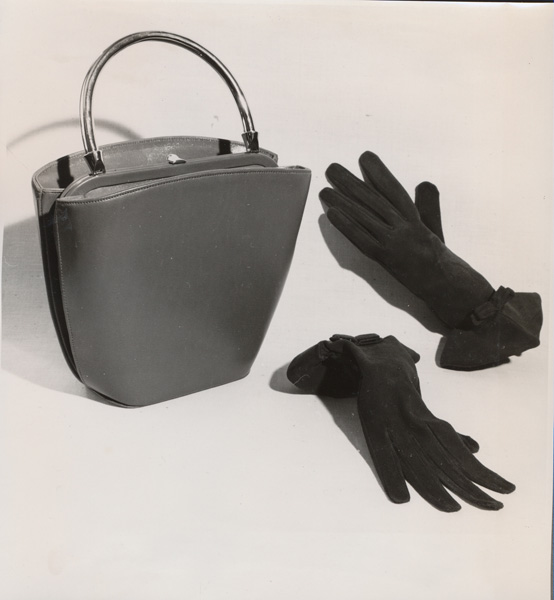
Bolso y guantes de la colección primavera-verano de 1954

Nació en el seno de una familia humilde de Valencia. Huérfano de padre, se trasladó a Barcelona con su familia cuando solo tenía dos años. Empezó en el mundo de la moda con tan sólo diez años, cuando comenzó a trabajar como aprendiz de sastre.
En 1919, abrió junto a su mujer, Anna Marià, la «casa de costura Pedro Rodríguez». Aunque desde el primer momento contó entre su clientela con la alta sociedad barcelonesa, no fue hasta la Exposición Internacional de Barcelona de 1929, cuando alcanzó realmente el éxito, gracias a unas propuestas inspiradas en el art déco.
Su éxito se vio interrumpido por el estallido de la guerra civil, lo que le obligó a vivir en el exilio y a separarase de su familia. Se instaló en París y entró en contacto con los grandes diseñadores del momento. Recibió varias ofertas para establecer su casa de modas en ciudades como Londres o Nueva York. Sin embargo, y a pesar de la situación, decidió volver a España y reunir a su familia.
En 1939 abrió otra casa de costura en San Sebastián, donde estuvo hasta la entrada de Franco en Barcelona, lo que le dio la oportunidad de empezar de nuevo en la capital catalana. Al poco tiempo, inauguró también una casa en Madrid, controlando así los tres puntos geográficos más importantes en la moda española.

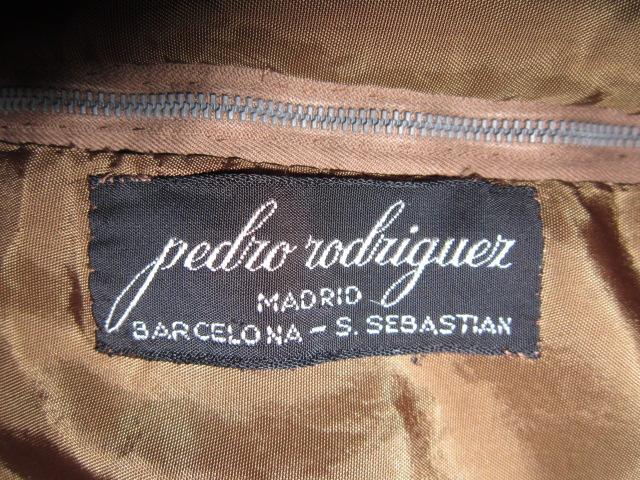
Etiqueta de un vestido confeccionado en la casa de alta costura de Pedro Rodríguez.

A pesar de que la década de los 40 fue difícil, abrió varias boutiques por toda España. Durante esta década fundó la Cooperativa de la Alta Costura, de la que fue presidente durante más de treinta años, y gracias a la cual la moda española se extendió por Europa y América. Este período está marcado por la austeridad y la escasez de materiales, por lo que Pedro Rodríguez se acogió a la tendencia internacional de la silueta en «V», una corriente definida por unos hombros muy pronunciados, con hombreras, que contrastaban con la cintura estrecha; una moda uniforme que reflejaba las restricciones en el uso de tela propias del momento.
Después de la Segunda Guerra Mundial, el panorama de la moda mundial cambió, y llegó la época dorada de la alta costura con la presentación del nuevo estilo de Christian Dior, el New Look. Influenciado por este estilo, Pedro Rodríguez comenzó a estructurar sus colecciones en torno a ejes temáticos. Por ejemplo, la colección de la temporada 1952-1953, inspirada en los rasgos más característicos de la indumentaria española (línea "España"); o las líneas "Luciérnaga", "Golondrina en reposo" o "Mikado". También en esta década vistió a actrices de Hollywood como Audrey Hepburn o Ava Gardner.
En la década de los 60, con el despegue del prêt-à-porter, dirigió su colecciones hacia los jóvenes, aunque sin llegar a asumir las nuevas tendencias del op art y la minifalda, ni dejar de lado a sus antiguas clientas. Poco a poco la alta costura fue languideciendo, y aunque Pedro Rodríguez se mantuvo en activo hasta 1979, nunca llegó a adaptarse por completo a la moda hecha con prisas.

## Estilo
Un movimiento de tela, bien trabajado, puede proporcionar suficiente elegancia y revalorizar mucho una silueta. A veces no hace falta más.

## Creaciones

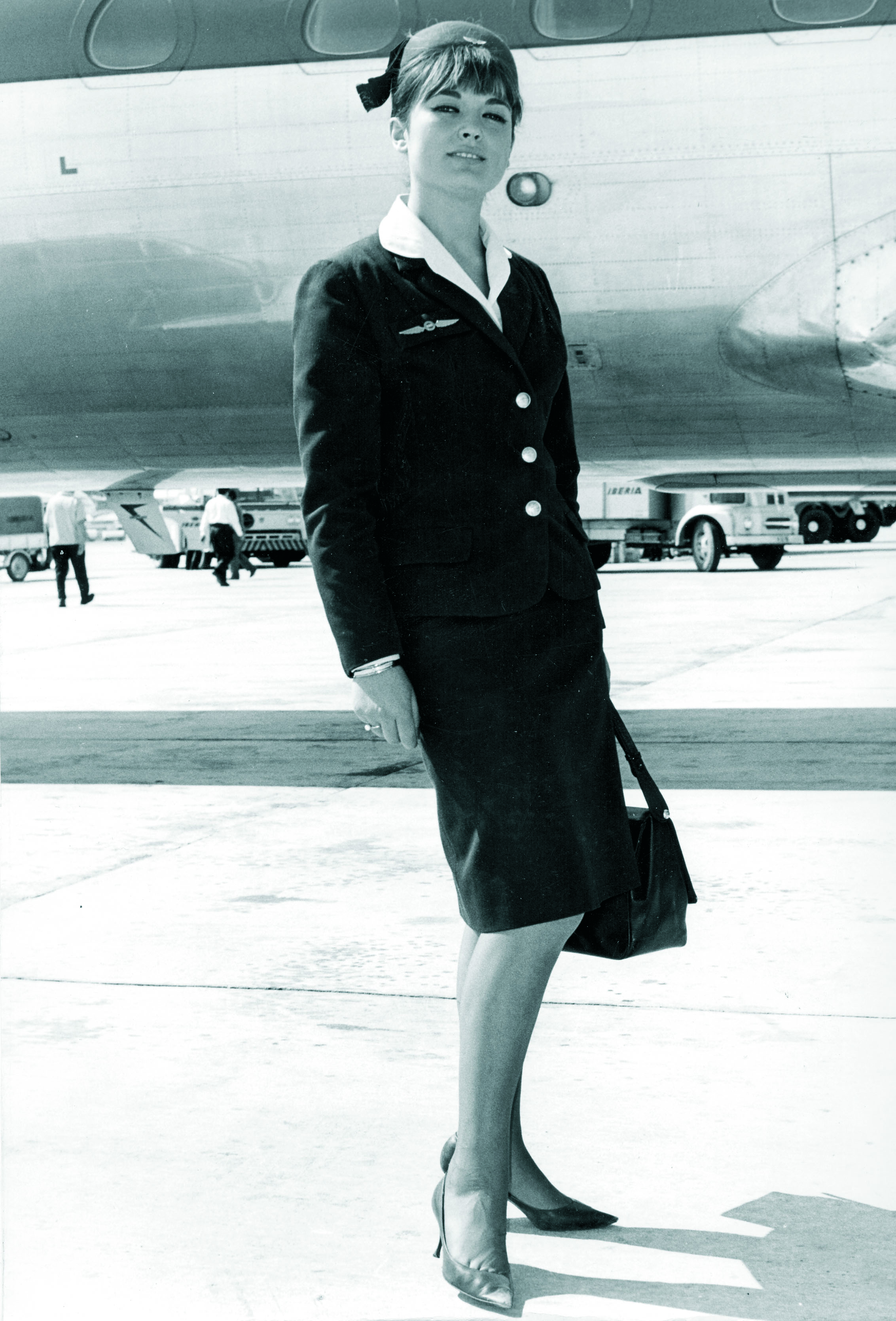
Uniforme de Iberia en 1962.

Diseño de los uniformes de las azafatas de Iberia, (línea aérea de España, en aquel tiempo nacionalizada) en dos ocasiones: 1954, el primer uniforme y, de nuevo, en 1962, un nuevo diseño más acorde a la moda del momento.